# 토끼 (쿤스)
⟪토끼⟫(Rabbit)는 제프 쿤스가 1986년에 창작한 스테인레스 스틸 조각이다. 2019년 5월 이 작품은 9천 110만 달러에 낙찰되어, 경매에서 팔린 생존하는 작가의 가장 비싼 작품이 되었다. 잡지 출판업자인 S. I. 누하우스(S. I. Newhouse)의 상속인에 의하여 판매된 이 작품은 3개의 판본 중에 하나이며, 나머지는 아직 개인 소장자가 소유하고 있다. 예술품 딜러인 로버트 므누신(스티븐 므누신 전 미국 재무장관의 아버지)이 억만장자 헤지펀드 매니저인 스티븐 A. 코언(Steven A. Cohen)을 위하여 작품을 구매한 것으로 알려졌다.